# BV Westfalia Bochum 1911
BV Westfalia Bochum 1911 is een Duitse voetbalclub uit Bochum, Noordrijn-Westfalen. 

## Geschiedenis
De club werd opgericht in 1911. Twee jaar later sloten ze zich aan bij de West-Duitse voetbalbond. Tijdens de Eerste Wereldoorlog was er geen officiële competitie en werd in de Ruhrcompetitie van 1916/17 een sterk regionale competitie gespeeld waarbij Westfalia zo wel in de hoogste afdeling uitkwam, maar slechts vijfde in zijn groep werd. 
In 1933 werd de club kampioen in de tweede klasse. Door de invoering van de Gauliga in het daaropvolgende seizoen kon de club niet promoveren. Na de Tweede Wereldoorlog verdween de club in de anonimiteit van de lagere reeksen. 